# Esino frizzante
L'Esino frizzante è un vino DOC la cui produzione è consentita nelle province di Ancona e Macerata.

## Caratteristiche organolettiche
- colore: paglierino
- odore: fruttato
- sapore: fresco

## Produzione
Provincia, stagione, volume in ettolitri
- nessun dato disponibile